# デイヴィッド・アバークロンビー
デイヴィッド・アバークロンビー（英語：David Abercrombie、1909年12月19日 - 1992年7月4日)は、イギリスの言語学者・音声学者である。

## 略歴
1909年12月19日、アバークロンビーはイングランド・マージ―サイドのバーケンヘッドで生まれた。父は詩人のLascelles Abercrombieで、3人の兄弟の一人は生物学者のMichael Abercrombieであった。
出生後はグロスターシャーで育ったが、1914年に第一次世界大戦が勃発したことで再びマージーサイドに戻り、1922年に父親がリーズ大学の英文学の教授になったのを機にリーズに移った。アバークロンビーはリーズ・グラマー・スクールを卒業後、リーズ大学で英語を学んだ。その後、ユニバーシティ・カレッジ・ロンドン（UCL）でダニエル・ジョーンズのもと、音声学の大学院教育を修了した。また、ソルボンヌ大学でも英語を学んだ。
1934年、ロンドン・スクール・オブ・エコノミクス（LSE）の大学教員助手（英語科目）に着任したが、この仕事は第二次世界大戦によって一時離任している。第二次世界大戦中はアテネ、キプロス、カイロを移り住み、ブリティッシュ・カウンシル、カイロ大学、エジプト国営放送などで勤務した。また、イギリス・エジプト検閲局（英語：Anglo-Egyptian Censorship）の管理本部で検閲官補佐を務めたほか、一時的に陸軍にも所属していた。
第二次世界大戦後、アバークロンビーはLSEの英語講師として再着任し、1947年にリーズ大学で講師として、音声学の講義を行うこととなった。1948年、エディンバラ大学に移り、1964年にエディンバラ大学音声学教授に任命された。
1992年、82歳でエディンバラで死去。

## 年表
- 1909年 - イングランド・マージ―サイドで生まれる
- 1934年 - LSE助手（～1938年）
- 1938年 - アテネ英語学研究所研究部長（～1940年）
- 1940年 - カイロ大学講師（～1945年）
- 1945年 - LSE講師（～1947年）
- 1947年 - リーズ大学講師（～1948年）
- 1948年 - エディンバラ大学講師（～1951年）
- 1951年 - エディンバラ大学上級講師（～1957年）
- 1957年 - エディンバラ大学准教授（～1963年）
- 1964年 - エディンバラ大学音声学教授（～1980年）
- 1980年 - エディンバラ大学名誉教授（～1992年）、グラスゴー大学言語学・音声学講師（～1981年）
- 1992年 - 死去

## 功績

### Elements of General Phonetics
1967年、アバークロンビーは『Elements of General Phonetics』を執筆・出版した。この本は音声学の知識を持たない大学生であってもすぐに読破することができる程、非常に読みやすい教本でありながら、音声や言語の複雑な構造や理論についての内容が事細やかに記述されており、音声学の教本の中では史上最高レベルと評価されている。そのため、この教科書は25年以上経った今でも増刷が行われている。

### アバークロンビーの音声学教育
アバークロンビーは、どのような基準で見ても偉大な教師であり、教育においては非常に高く、難しい目標を設定した。彼が行った非常に個性的な指導のもとで発展した英国学派音声学の教育と研究は、著名な音声学者を生み出し、その多くが世界中の大学で音声学教授として音声学を教えている。アバークロンビーの教え子の一人であるピーター・ラディフォギッドは、1965年から1991年までカリフォルニア大学の音声学教授の他に、アバークロンビーが長年評議員を務めていた音声学者の世界的組織である国際音声学会の会長と、アメリカ言語学会の会長を兼任した。

## 著書
- Abercrombie, David (1964). English phonetic texts. London: Faber and Faber.
- Abercrombie, David (1965). Studies in phonetics and linguistics. London: Oxford University Press.
- Abercrombie, David (1967). Elements of general phonetics. Edinburgh: Edinburgh University Press.
- Abercrombie, David (1991). Fifty years in phonetics. Edinburgh: Edinburgh University Press.